# جوزيف أندريه
جوزيف أندريه هو كاهن كاثوليكي بلجيكي، ولد في 14 مارس 1908 في نامور في بلجيكا، وتوفي بنفس المكان في 1 يونيو 1973.